# Thimio Kondi
Thimio Kondi (ur. 7 lutego 1948 w Gjirokastrze, zm. 26 sierpnia 2020) - albański sędzia, minister sprawiedliwości Albanii w latach 1997-1999.

## Życiorys
W 1977 roku ukończył studia prawnicze na Uniwersytecie Tirańskim, pracował następnie jako sędzia w Sądzie Okręgowym w Fierze.
W latach 1995–1997 pracował jako prawnik w Albańskim Centrum Praw Człowieka. Następnie w latach 1997-1999 był ministrem sprawiedliwości Albanii, a w latach 1999-2008 był prezesem albańskiego Sądu Najwyższego.